# Filip Uratnik
Filip Uratnik, slovenski pravnik, agrarni ekonomist in strokovni pisec, * 20. april 1889, Podlog v Savinjski Dolini, † 27. januar 1967, Ljubljana.

## Življenje in delo
Ljudsko šolo je obiskoval v Šempetru v Savinjski dolini (1896–1900), gimnazijo pa v Celju (1900–1906) in Ljubljani (1906–1908). Pravo je študiral na Dunaju (1908–1912), kjer je diplomiral leta 1919. Nato je služil kadrovski rok do 1914, bil istega leta imenovan za prisednika brez glasovalne pravice pri okrožnem sodišču v Mostarju, a je zaradi mobilizacije moral v Pulj, kjer je ostal do 1918. V decembru 1918 je postal koncipist pri Narodni vladi Slovenije, nato je prevzel reorganizacijo in vodstvo delavskega konzumnega zadružništva. Na lastno prošnjo je bil imenovan za začasnega predstojnika mestnega magistrata na Ptuju, kjer je vodil tudi gospodarski referat; od maja 1923 je bil tajnik strokovne (sindikalne) komisije za Slovenijo; od oktobra 1924 do marca 1926 začasni, nato pa do maja 1945 stalni tajnik Delavske zbornice za Slovenijo v Ljubljani. Leta 1945 je postal predstojnik statističnega urada Minstrstva za industrijo in rudarstvo narodne vlade Slovenije, in 1945–1950 višji planer–ekonomist Komisije za gospodarski načrt (Planske komisije) pri predsedstvu vlade LRS, 1. marca 1950 se je upokojil. Po upokojitvi je še delal pri uradu za cene in kot zunanji sodelavec Kmetijskega inštituta Slovenije v Ljubljani, pripravljal socialne in agrarno ekonomske študije s področja davčne politike in socialnozdravstvenih vprašanj kmetov. Od mladosti je pripadal socialnodemokratski stranki, bil član predvojne socialnodemokratske zveze kulturnih društev Svoboda in njenega izvršilnega odbora, po letu 1945 pa član upravnega odbora Društva ekonomistov Slovenije.
Napisal je številne brošure in strokovne članke za različne liste in interne publikacije Kmetijskega inštituta Slovenije.